# 粗鱗突吻鱈
粗鱗突吻鱈，為輻鰭魚綱鱈形目鼠尾鱈科的其中一種，分布於北太平洋鄂霍次克海及白令海至墨西哥北部海域，深度300-3700公尺，體長可達104公分，屬深海底棲性魚類，棲息在大陸坡底層水域，以小魚、磷蝦、頭足類等為食，生活習性不明，可做為食用魚。

## 扩展阅读
維基物種上的相關：粗鱗突吻鱈